# Le Dernier Cri (film)
Pour les articles homonymes, voir Dernier Cri.
Pour plus de détails, voir Fiche technique et Distribution.
Le Dernier Cri (Der letzte Schrei) est un film allemand réalisé par Robert van Ackeren et sorti en 1975. 

## Fiche technique
- Titre : Le Dernier Cri
- Titre original : Der letzte Schrei
- Réalisation : Robert van Ackeren
- Scénario : Robert Van Ackeren, Joy Markert et Iris Wagner
- Photographie : Dietrich Lohmann
- Montage : Clarissa Ambach
- Sociétés de production : Inter West Film - Robert Van Ackeren Filmproduktion
- Pays d'origine :  Allemagne de l'Ouest
- Durée : 96 minutes
- Dates de sortie : 
  - Allemagne de l'Ouest : 25 avril 1975
  - France : 28 janvier 1976[1]

## Distribution
- Delphine Seyrig : Simone
- Barry Foster : Edward
- Peter Hall : Leo
- Kirstie Pooley : Jella
- Ellen Umlauf : Catharina
- Udo Kier : Raimund
- Henning Schlüter : Dr Schatz
- Jean-Pierre Zola